# Nzérékoré (Präfektur)

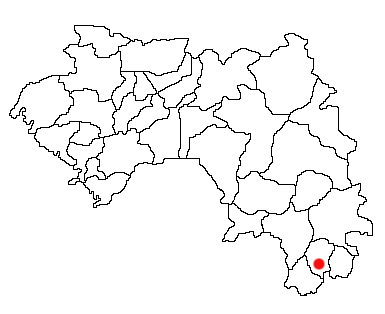
Lage von Stadt und Präfektur Nzérékoré in Guinea

Nzérékoré ist eine Präfektur in der gleichnamigen Region Nzérékoré in Guinea. Wie alle guineischen Präfekturen ist sie nach ihrer Hauptstadt, Nzérékoré, benannt, welche zugleich Hauptstadt der gesamten Region ist.
Die Präfektur liegt im Süden des Landes, an der Grenze zu Liberia, und umfasst eine Fläche von 3.781 km². 2016 wurden 423.951 Einwohner gezählt.